# Brobdingnagian Bards
Brobdingnagian Bards var en keltisk musik-grupp från Austin, Texas. Gruppen bestod av Marc Gunn (autoharpa, sång) och Andrew McKee (blockflöjt, mandolin, sång).

## Namnet
- Namnet är taget från de groteska jättarna i Jonathan Swifts samhällskritiska roman Gullivers resor.

## Diskografi
Studioalbum
- Marked by Great Size (1999)
- Gullible's Travels (2000)
- Songs of the Muse (2001)
- A Faire To Remember (2001)
- Songs of Ireland (2002)
- Memories of Middle Earth (2003)
- Brobdingnagian Fairy Tales (2005)
- Christmas in Brobdingnag, Vol 1 (2005)
- The Holy Grail of Irish Drinking Songs (2006)
- LIVE: Nex Monoceroti, Per Risibus (2007)
- Real Men Wear Kilts (2008)
- Dragons and Virgins (2017)

Livealbum
- LIVE: Nex Monoceroti, Per Risibus (2007)

Samlingsalbum
- A Celtic Renaissance Wedding (2004)
- The Holy Grail of Irish Drinking Songs (2006)
- Real Men Wear Kilts (2008)